# Will Hunt
Will Hunt je američki glazbenik koji svira rock i metal. Trenutno je u sastavu Dark New Day, a i zamijena je bubnjaru Rockyju Grayu u sastavu Evanescence. Surađivao je s mnogim glazbenicima kao što su Tommy Lee, Slaughter, Static-X i mnogim drugima.